# Aspergillus auricomus
Aspergillus auricomus är en svampart som först beskrevs av Guéguen, och fick sitt nu gällande namn av Saito 1939. Aspergillus auricomus ingår i släktet Aspergillus och familjen Trichocomaceae.   Inga underarter finns listade i Catalogue of Life.